# Châteaulin
Châteaulin é uma comuna francesa na região administrativa da Bretanha, no departamento Finistère. Estende-se por uma área de 20,77 km². Em 2010 a comuna tinha 5 629 habitantes (densidade: 271 hab./km²).